# Olympische Jugend-Sommerspiele 2014/Teilnehmer (Tansania)
| Gelbes Symbol für Goldmedaillen mit stilisierten Olympischen Ringen | Graues Symbol für Silbermedaillen mit stilisierten Olympischen Ringen | Braundes Symbol für Bronzemedaillen mit stilisierten Olympischen Ringen |
| ------------------------------------------------------------------- | --------------------------------------------------------------------- | ----------------------------------------------------------------------- |
| —                                                                   | —                                                                     | —                                                                       |

Die Jugend-Olympiamannschaft aus Tansania für die II. Olympischen Jugend-Sommerspiele vom 16. bis 28. August 2014 in Nanjing (Volksrepublik China) bestand aus vier Athleten.

## Athleten nach Sportarten

### Leichtathletik
| Mädchen - Dorcas Ilanda 1500 m: 12. Platz | Jungen - John Joseph Churi 1500 m: 12. Platz |

### Schwimmen
| Mädchen - Sabrina Asif Kassam 50 m Freistil: 43. Platz 100 m Freistil: nicht gestartet 50 m Rücken: 31. Platz | Jungen - Ammaar Ghadiyali 50 m Freistil: 40. Platz 50 m Schmetterling: 43. Platz |